# فریدریش کوتلر
 فریدریش کوتلر (آلمانی: Friedrich Kottler؛ زاده ۱۰ دسامبر ۱۸۸۶ درگذشته ۱۱ مهٔ ۱۹۶۵) یک فیزیک‌دان اهل اتریش بود.